# Europäische Bank für Wiederaufbau und Entwicklung
Die Europäische Bank für Wiederaufbau und Entwicklung (kurz EBWE oder EBRD, von engl. European Bank for Reconstruction and Development) ist eine 1991 gegründete Bank. Ihre Aufgabe, gestellt nach dem Zusammenbruch des Ostblocks ab 1989, ist es, die Länder in Mittel- und Osteuropa sowie in der Gemeinschaft unabhängiger Staaten in ihrem Transformationsprozess hin zu Marktwirtschaft und privatem und unternehmerischem Handeln finanziell zu unterstützen. Im Jahr 2020 hatte die EBRD ein Eigenkapital von rund 18 Milliarden und eine Bilanzsumme von 70 Milliarden Euro.

## Ziel
Ziel war zunächst die Förderung des wirtschaftlichen Transformationsprozesses in den ehemaligen kommunistischen MOEL- und GUS-Staaten hin zu einer Marktwirtschaft mit privaten unternehmerischen Aktivitäten.
Heute ist das Hauptziel der EBWE ist die Förderung marktwirtschaftlicher Systeme sowie der privaten und unternehmerischen Initiative. Ihre Investitionstätigkeit konzentriert sich auf Staaten, die sich zu Mehrparteiendemokratie, politischem Pluralismus und Rechtsstaatlichkeit bekennen. Die Bank soll so zum Aufbau nachhaltiger, offener und widerstandsfähiger Volkswirtschaften beitragen.
Ein weiteres zentrales Ziel ist der Umweltschutz. Seit ihrer Gründung verpflichtet sich die EBWE zur Förderung einer ökologisch nachhaltigen Entwicklung. Durch ihren Green Economy Transition Approach (GET) ist die Klimafinanzierung inzwischen ein zentrales Kriterium ihrer Geschäftstätigkeit.

## Arbeitsweise
Die EBWE fördert strukturelle und sektorenspezifische Reformen sowie Wettbewerb, Privatisierung und Unternehmertum. Sie unterstützt durch ihre Finanzierung die Gewinnung von Kofinanzierungen und direkten Auslandsinvestitionen sowie die Mobilisierung inländischen Kapitals. Investitionen erfolgen überwiegend in Privatunternehmen, meist zusammen mit Geschäftspartnern. Die Bank leistet darüber hinaus technische Zusammenarbeit in einschlägigen Bereichen und kooperiert mit internationalen Finanzinstitutionen und internationalen und nationalen Organisationen.
Förderungswürdig sind insbesondere Banken, Industriebetriebe und Unternehmen, dabei sowohl Neugründungen als auch Investitionen in bestehende Firmen. Kooperationen mit der öffentlichen Hand zielen auf Privatisierungen, die Restrukturierung staatlicher Firmen und die Verbesserung kommunaler Dienstleistungen ab. Ihrem Mandat zufolge darf die EBWE nur dort tätig werden, wo demokratische Grundsätze eingehalten werden. Auch ökologische Aspekte spielen eine entscheidende Rolle.
Die wichtigsten Finanzierungsinstrumente sind Darlehen, Kapitalbeteiligungen, Garantien sowie Finanzierungen über Vermittlungsstellen, an denen die Bank sich beteiligt.

## Struktur

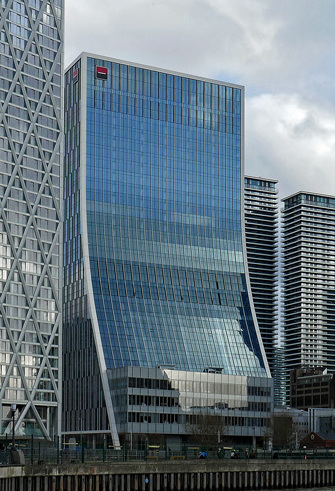
Sitz der EBWE seit März 2023

Anteilseigner der EBWE sind 75 Länder sowie die Europäische Union und die Europäische Investitionsbank. Die Hauptgremien sind der Gouverneursrat (ein Vertreter pro Mitgliedsland) und das Direktorium (23 Mitglieder, für drei Jahre vom Gouverneursrat ernannt). Der Präsident der EBWE wird vom Gouverneursrat für jeweils vier Jahre ernannt. Der Sitz der Bank befindet sich in London im Stadtteil Canary Wharf.

## Mitglieder
Die 77 Mitglieder der EBWE:
| Ägypten                 | Albanien                     | Algerien                     | Armenien               |
| Australien              | Aserbaidschan                | Belgien                      | Benin                  |
| Bosnien und Herzegowina | Bulgarien                    | Volksrepublik China          | Dänemark               |
| Deutschland             | Elfenbeinküste               | Estland                      | Finnland               |
| Frankreich              | Georgien                     | Griechenland                 | Indien                 |
| Irak                    | Irland                       | Island                       | Israel                 |
| Italien                 | Japan                        | Jordanien                    | Kasachstan             |
| Kanada                  | Kirgisistan                  | Kroatien                     | Lettland               |
| Libanon                 | Libyen                       | Liechtenstein                | Litauen                |
| Luxemburg               | Malta                        | Marokko                      | Mexiko                 |
| Moldau                  | Mongolei                     | Montenegro                   | Neuseeland             |
| Niederlande             | Nigeria                      | Nordmazedonien               | Norwegen               |
| Österreich              | Polen                        | Portugal                     | Rumänien               |
| Russland                | San Marino                   | Saudi-Arabien                | Schweden               |
| Schweiz                 | Serbien                      | Slowakei                     | Slowenien              |
| Spanien                 | Südkorea                     | Tadschikistan                | Tschechien             |
| Tunesien                | Türkei                       | Turkmenistan                 | Ukraine                |
| Ungarn                  | Usbekistan                   | Vereinigte Arabische Emirate | Vereinigtes Königreich |
| Vereinigte Staaten      | Belarus                      | Zypern                       |                        |
| Europäische Union       | Europäische Investitionsbank |                              |                        |

Seit 2014 wurden keine neuen Investitionen mehr in Russland getätigt. Im April 2022 beschloss der Gouverneursrat der EBWE, Russland als Reaktion auf die Invasion der Ukraine den Zugang zu den Ressourcen der Bank zu entziehen. Die Bank hat ihre Büros in Moskau geschlossen, Russland ist aber weiterhin Anteilseigner der Bank.

## Geschichte
Anstoß für eine europäische Bank gab der französische Staatspräsident François Mitterrand bei einer Rede vor dem Europaparlament in Straßburg am 25. Oktober 1989. Seine Idee mündete in ein am 29. Mai 1990 in Paris unterzeichnetes Übereinkommen von 40 Staaten, der Europäischen Kommission und der Europäischen Investitionsbank, die Europäische Bank für Wiederaufbau und Entwicklung zu errichten. Es trat am 28. März 1991 in Kraft. Ab 15. April 1991 nahm die Bank ihren Geschäftsbetrieb in London auf.
Als Folge der 2014 beschlossenen Wirtschaftssanktionen gegen Russland verschiebt sich der Investitionsschwerpunkt der EBWE zur Ukraine.

## Präsidenten der EBWE
- Jacques Attali (1991–1993)
- Jacques de Larosière (1993–1998)
- Horst Köhler  (1998–2000)
- Jean Lemierre (2000–2008)
- Thomas Mirow  (2008–2012)
- Suma Chakrabarti (2012–2020)
- Odile Renaud-Basso (seit November 2020)[8]

Nach einem Bericht der französischen Zeitung L’Express vom Juni 2008 beträgt das Gehalt des Präsidenten der EBWE 428.000 € jährlich, zuzüglich Dienstwohnung in London und Dienstwagen mit Chauffeur.